# 總理與我
《總理與我》（韓語：총리와 나）為韓國KBS自2013年12月9日起播出的月火連續劇，由曾執筆《新娘18歲》、《雪之女王》、《拜託小姐》等劇的編劇組合金銀姬、尹恩景，與《童顏美女》、《廣告天才李太白》李昭妍導演合作打造。

## 劇情
權律（李凡秀飾）是大韓民國建國以來最年輕的國務總理，在七年前因一場車禍意外失去妻子後埋首工作，是個工作績效100分，但卻對自己孩子一點都不瞭解的零分爸爸。八卦熱血記者南多靜（潤娥飾）為了患失智症在療養院的父親而拼命賺錢，因為積極追蹤總理候選人權律的私生活，反而被誤報導為總理的秘密情人，鬧出了難以收拾的大緋聞。
權律公關室擔心影響總理選情，南多靜則想要一圓失智父親想見獨生女結婚的願望，於是兩人進行了一場契約結婚。看似天衣無縫的騙局，因為權律過世妻子的哥哥朴俊奇（柳鎮飾）對權律的恨，總想藉機扳倒他而使得這場精心策劃的假結婚危機四伏。但當多靜住進總理官邸後，讓多年失去女主人的總理家彷彿降臨了聖誕禮物般的充滿歡笑聲，朝夕相處下總理與南多靜終於假戲真作發展出一段有趣的戀情…

## 演出陣容

### 主要人物
| 演員                | 角色   | 介紹 | 台灣配音 | 香港配音 |
| 李凡秀              | 權律   | 42歲，大韓民國史上最年輕國務總理。 七年前，一場交通事故帶走了他的妻子，從此以後一個人撫養三個孩子。 在外面，他擁有清廉正直的政治形象，但在家裡他卻是一個連拉麵都不會煮的獨裁爸爸，只會做事的零分爸爸。一天，在做事總是一板一眼的他面前突然出現一個鬼靈精怪的小聰明南多靜！莫名其妙兩人傳出了緋聞，後又因緣際會地在全國人民面前謊稱戀愛，又糊裡糊塗地步入了禮堂！和南多靜這個女人在一起，總是出現奇奇怪怪的難題，但過程卻是充滿新奇、感動。如果總是這樣的話，真怕有一天會和她墜入愛河….                                                                              | 李世揚   | 楊耀泰   |
| 潤娥                | 南多靜 | 28歲，〈绯聞報導〉熱血記者。 乍看很聰明的樣子，其實總是冒冒失失的，再仔細看的話，其實是個經常出差錯、鬧笑話的女人。曾經有過短暫的要成為珍奧斯汀那樣作家的夢想，但是為了生活也只能放棄遙遠的夢想回到現實。別人一聽到她的職業是「八卦狗仔隊」都瞧不起她，經常遭同業羞辱，但為了患了失智症在療養院的爸爸，她必須拚命賺錢。爸爸雖然渴望看到她結婚的樣子，但多靜為了寫更多八卦新聞不分晝夜的忙碌，哪有時間談戀愛？！為了揭露總理權律的戀愛史，卻意外讓自己竟成為了這場戀愛史的主角。並非本意的從一個八卦雜誌的小記者成為了總理夫人，被冤枉的多靜希望能趕快回歸正常生活！ | 許淑嬪   | 鄭家蕙   |
| 尹施允              | 姜仁護 | 32歲，權律的隨行科長。 總理室最高精英公務員，有著聰明的頭腦，甚至還擁有著帥氣的外表。第一次見到多靜的時候只覺得她是一個特別有趣的女人。剛開始見她纏著權律要跟他結婚時，他鄙視多靜，但是得知多靜結婚的理由後，他後悔誤會了多靜，心理慢慢朝向這個女人。雖然在權律身邊做事，但他又與權律的死對頭朴俊奇有所聯絡，在仁護心中似乎隱藏了一個不為人知的秘密。 | 何志威   | 簡懷甄   |
| 蔡貞安 少年：鄭多彬 | 徐慧珠 | 35歲，國務總理室公報室長。 權律的大學學妹，也是權律從國會議員開始就任用的智囊團。比誰都冷靜，果斷又聰明的女人，但是在愛情方面卻像是一個傻瓜一樣。剛入大學，第一次見權律就開始了她的單戀。但是一次都沒有對他表明過自己的心意。 她一直以權律的影子、他的政治事業伴侶為滿足而隱藏了自己的感情，但是突然冒出來的南多靜讓她快要瘋掉了。自己都沒有越過的線，那個八卦女記者就這樣越界，大步大步地走向他的心。看著多靜走進權律的心，慧珠感到心裡唯一一點的愛情都快瓦解了！                                                                                                  | 魏晶琦   | 張雪儀   |
| 柳鎮                | 朴俊奇 | 42歲，企劃財政部部長。 充滿自信又有野心的男人。他和財閥的女兒允熙的婚姻是政治婚姻。他充實自己的事業，等著出人頭地。大學時期他和權律的關係特別好，甚至把自己的妹妹娜英介紹給權律。但是知道他的初戀慧珠喜歡權律的事實以後，朴俊奇就想將這段友誼結束。此後雖然以「家人」的名義與權律相處，但是競爭心態總是比友情更優先。娜英出車禍以後，他認為娜英的死是因為權律，因此不能原諒他。不論如何，自己非要贏權律不可！ | 官志宏   | 蔡忠衛   |

### 權律周邊人物
| 演員   | 角色   | 介紹                               | 台灣配音 | 香港配音 |
| 崔秀韓 | 權宇利 | 15歲，權律的大兒子，中學二年級。   | 蔣鐵城   |          |
| 全敏書 | 權娜拉 | 12歲，權律的女兒，小學五年級。     | 魏晶琦   |          |
| 李道賢 | 權萬歲 | 7歲，權律的小兒子。                | 陶敏嫻   |          |
| 全媛珠 | 羅英順 | 60歲，保姆。                       | 陶敏嫻   |          |
| 李英範 | 沈成日 | 53歲，權律的司機。                 | 蔣鐵城   |          |
| 鄭愛妍 | 朴娜英 | 40歲，權律失蹤的妻子，第12集出現。 | 陶敏嫻   |          |

### 多靜周邊人物
| 演員   | 角色   | 介紹                           | 台灣配音 | 香港配音 |
| 李漢偉 | 南裕植 | 55歲，多靜的父親。             | 官志宏   |          |
| 崔德文 | 高達標 | 52歲，〈绯聞報導〉主編。       | 馬伯強   |          |
| 李敏豪 | 朴希澈 | 26歲，與多靜同組的攝影記者。   | 蔣鐵城   | 梁家池   |
| 閔成旭 | 卞宇哲 | 44歲，〈高麗日報〉政治部記者。 | 何志威   |          |

### 仁護周邊人物
| 演員   | 角色   | 介紹                                             | 台灣配音 | 香港配音 |
| 金智莞 | 姜秀浩 | 40歲，仁護的哥哥，與娜英一起出車禍後失去了意識。 | 馬伯強   |          |

### 俊奇周邊人物
| 演員   | 角色   | 介紹                                 | 台灣配音 | 香港配音 |
| 尹海英 | 羅允熙 | 45歲，俊奇的妻子，巨成集團的獨生女。 | 陶敏嫻   |          |
| 張熙雄 | 裴仁權 | 33歲，俊奇的秘書室長。               | 馬伯強   | 梁家池   |

### 其他人物
| 演員   | 角色   | 介紹                                             | 台灣配音 | 香港配音 |
| 宋閔亨 | 金泰萬 | 65歲，大韓民國總統。                             |          |          |
| 金鍾洙 | 孔澤秀 | 50歲，行政自治部長，權律的學長，俊奇的得力助手。 |          |          |
| 洪成淑 | 張恩惠 | 48歲，澤秀的妻子，電視台主播出身。               |          |          |
| 李容伊 | 李達子 | 50歲，教育部長的妻子。                           |          |          |

### 客串演出
| 演員   | 角色   | 介紹                                 | 登場集數 | 台灣配音 | 香港配音 |
| Suho   | 韓泰雄 | 宇利的朋友，娜拉一見鍾情的教會哥哥。 | 10-12    | 何志威   | 梁家池   |
| 吳萬石 |        | 受傷的黑道老大                       | 12       | 何志威   | 梁家池   |

## 音樂

### 原聲帶
- 《總理與我》OST（發行日期：2014年2月5日）

| 曲序 | 曲目                            | 演唱            |
| ---- | ------------------------------- | --------------- |
| 1.   | 步伐                            | 泰民（SHINee）  |
| 2.   | 要死去般地相愛吧                | 尹健            |
| 3.   | 多情謊言                        | The Barberettes |
| 4.   | Carol Of Arirang                | Various Artists |
| 5.   | 早晨                            | Various Artists |
| 6.   | 下雪的聲音                      | Various Artists |
| 7.   | A Serious Face                  | Various Artists |
| 8.   | 要死去般地相愛吧（Band Ver.）   | 尹健            |
| 9.   | 步伐（Whistle Ver.）            | Various Artists |
| 10.  | She's Kitty                     | Various Artists |
| 11.  | 要死去般地相愛吧（Guitar Ver.） | Various Artists |

### 歌曲 （緯來戲劇台版本）
- 片頭曲：《沒有人愛》

主唱：劉容嘉
- 片尾曲：《即溶愛人》

主唱：郭靜
重播
- 片尾曲：《自選曲》

主唱：任家萱

## 收視率
| 集數       | 播出日期   | TNmS 收視率      | TNmS 收視率    | AGB 收視率       | AGB 收視率     |
| 集數       | 播出日期   | 大韓民國（全國） | 首爾（首都圈） | 大韓民國（全國） | 首爾（首都圈） |
| ---------- | ---------- | ---------------- | -------------- | ---------------- | -------------- |
| 1          | 2013/12/09 | 5.4%             | 5.7%           | 5.9%             | 6.0%           |
| 2          | 2013/12/10 | 5.0%             | 5.1%           | 5.4%             | 5.7%           |
| 3          | 2013/12/16 | 5.5%             | 6.2%           | 7.3%             | 7.9%           |
| 4          | 2013/12/17 | 5.8%             | 6.4%           | 6.5%             | 7.0%           |
| 5          | 2013/12/23 | 6.0%             | 6.3%           | 5.9%             | 5.9%           |
| 6          | 2013/12/24 | 5.5%             | 5.8%           | 5.7%             | 6.1%           |
| 7          | 2013/12/30 | 5.8%             | 8.6%           | 8.9%             | 10.0%          |
| 8          | 2014/01/06 | 6.0%             | 6.8%           | 7.3%             | 8.1%           |
| 9          | 2014/01/07 | 7.3%             | 8.3%           | 7.3%             | 7.8%           |
| 10         | 2014/01/13 | 6.9%             | 7.0%           | 6.9%             | 7.1%           |
| 11         | 2014/01/14 | 6.2%             | 7.3%           | 6.5%             | 6.7%           |
| 12         | 2014/01/20 | 6.2%             | 6.5%           | 6.1%             | 6.2%           |
| 13         | 2014/01/21 | 6.0%             | 5.6%           | 6.0%             | 6.3%           |
| 14         | 2014/01/27 | 5.8%             | 6.7%           | 5.5%             | 6.3%           |
| 15         | 2014/01/28 | 6.4%             | 6.1%           | 6.1%             | 6.3%           |
| 16         | 2014/02/03 | 5.7%             | 5.8%           | 4.9%             | 5.5%           |
| 17         | 2014/02/04 | 5.9%             | 6.3%           | 6.1%             | 6.5%           |
| 平均收视率 | 平均收视率 | 6.0%             | 6.5%           | 6.4%             | 6.8%           |

## 同時段競爭節目
- MBC：《奇皇后》
- SBS：《溫暖的一句話》
- JTBC：《你鄰居的妻子》、《我們能相愛嗎》
- tvN：《籃球》、《需要浪漫3》

## 其他
2013年12月31日，因KBS播出演技大賞停播。
2021年11月2日，中国女子网球运动员彭帅在新浪微博個人頁面稱与前中共中央政治局常委、前国务院副总理张高丽曾维持長達10多年的婚外情和強迫性關係經歷，並稱張高麗的妻子康潔也知情。当日晚间11点后，中国大陆网络各界开始大规模封杀相关内容。《总理和我》的豆瓣页面被下架，显示“你没有权限访问这个页面”，被怀疑与事件有关。

## 腳註
1. 2002年時，八大戲劇台播出由梁東根、李奈映主演的電視劇，同樣翻譯為《預約愛情》，沒有任何關聯。
2. ↑  李凡秀少時允兒新劇《總理和我》首排劇本 （页面存档备份，存于） bnt新聞
3. ↑  「總理與我」，李凡秀-潤娥 確定出演男女主角 （页面存档备份，存于） StarN
4. ↑  第14集，姜科長之履歷書漢字為「姜仁護」。
5. ↑  原文名意為「我們」
6. ↑  原文名意為「國家」
7. ↑  第14集，車禍報告漢字為「姜秀浩」。
8. ↑  .   [2014-01-14]. （原始内容存档于2018-01-17）.
9. ↑  .   [2013-12-01]. （原始内容存档于2013-12-26）.
10. ↑  . 世界日報 (udn). 2021-11-03. （原始内容存档于2021-11-03） （中文（臺灣））.
11. ↑  蕭廷芬. . 2021-11-03. （原始内容存档于2021-11-03） （中文（臺灣））.
12. ↑  Carlos Navarro. . PUNTODEBREAK. 2021-11-03. （原始内容存档于2021-11-03） （西班牙语）.
13. ↑  . 中央社. 2021-11-03  [2021-11-03]. （原始内容存档于2021-11-03）.

## 外部連結
- 韓國KBS官方網站 （页面存档备份，存于）
- 香港有線電視官方網站 （页面存档备份，存于）（繁體中文）
- 豆瓣电影上《總理與我》的資料 （简体中文）

| KBS 月火劇                                    | KBS 月火劇                                | KBS 月火劇 |
| --------------------------------------------- | ----------------------------------------- | ---------- |
|                                               | 總理與我 （2013年12月9日 - 2014年2月4日） |            |
| 未來的選擇 （2013年10月14日 - 2013年12月3日） | 陽光滿溢 （2014年2月17日 - 2014年4月8日） |            |

| 香港 有線劇集台 星期日 23:00 - 01:00                                                                                | 香港 有線劇集台 星期日 23:00 - 01:00               | 香港 有線劇集台 星期日 23:00 - 01:00 |
| --- | -------------------------------------------------- | ------------------------------------ |
| | 總理與我 （2014年5月4日 - 2014年7月13日）          |                                      |
| 全民公主（23:00-00:00） （2013年11月24日 - 2014年4月27日）金裝律師（00:00-01:00） （2014年2月23日 - 2014年4月27日） | 別有用心的單身女 （2014年7月20日 - 2014年9月21日） |                                      |

| 臺灣 緯來戲劇台 星期一至五 22:00 - 23:00      | 臺灣 緯來戲劇台 星期一至五 22:00 - 23:00   | 臺灣 緯來戲劇台 星期一至五 22:00 - 23:00      |
| --------------------------------------------- | ------------------------------------------ | --------------------------------------------- |
|                                               | 預約愛情 （2014年6月18日 - 2014年7月23日） |                                               |
| 來自星星的你 （2014年5月5日 - 2014年6月17日） | 她的神話 （2014年7月24日 - 2014年9月3日）  |                                               |
| 星期一至五 23:00 - 24:00                      |                                            |                                               |
| 戀人 （2014年11月20日 - 2014年12月31日）      | 預約愛情 （2015年1月1日 - 2015年2月5日）   | 來自星星的你 （2015年2月5日 - 2015年2月27日） |

| 澳門 澳門廣播電視澳視高清台 星期一至五 22:30 - 23:30 · 1月19日 暫停播映 | 澳門 澳門廣播電視澳視高清台 星期一至五 22:30 - 23:30 · 1月19日 暫停播映 | 澳門 澳門廣播電視澳視高清台 星期一至五 22:30 - 23:30 · 1月19日 暫停播映 |
| ----------------------------------------------------------------------- | ----------------------------------------------------------------------- | ----------------------------------------------------------------------- |
|                                                                         | 總理與我 （2016年12月26日 - 2017年1月25日）                             |                                                                         |
| 追蹤72小時 （2016年11月28日 - 2016年12月23日）                          | 帶阿B去旅行 （2017年1月26日 - 2017年2月9日）                            |                                                                         |